# Olli Rehn
Olli Ilmari Rehn (Mikkeli, 31 marzo 1962) è un politico finlandese, dal luglio 2018 governatore della Banca di Finlandia.
Membro del Partito di Centro, in precedenza è stato commissario europeo per l'allargamento dal 2004 al 2010, commissario europeo per gli affari economici e monetari dal 2010 al 2014, vice presidente della Commissione europea dall'ottobre 2011 al 1° luglio 2014,  eletto membro del Parlamento europeo nelle elezioni europee del 2014, diventandone vicepresidente. Ministro dell'Economia nel gabinetto di Juha Sipilä dal 2015 al 2016, Rehn si è candidato alla presidenza della Finlandia come indipendente nel 2024, ma non è stato eletto.

## Biografia
Rehn ha studiato economia, relazioni internazionali e giornalismo presso il Macalester College di Saint Paul, nel Minnesota (USA); ha conseguito un master presso l'Università di Helsinki nel 1989, e un dottorato presso il St Antony's College dell'Università di Oxford nel 1996, specializzandosi sul tema Corporativismo e competitività industriale negli stati europei minori.
In gioventù, Rehn ha anche giocato a calcio nella squadra della sua città, la Mikkelin Palloilijat, nella massima divisione calcistica finlandese, la Mestaruussarja (oggi Veikkausliiga).

### Carriera politica
La carriera politica di Rehn è iniziata nel 1988, come consigliere comunale a Helsinki. Dal 1988 al 1994 è stato vicepresidente del Partito di Centro Finlandese; dopo l'elezione al Parlamento finlandese, nel 1991, Rehn ha guidato la delegazione finlandese presso il Consiglio d'Europa, coltivando stretti legami con il primo ministro finlandese Esko Aho fra il 1992 e il 1993. Nel 1995 Rehn ha abbandonato il parlamento finlandese per passare al Parlamento europeo, iscrivendosi al Gruppo del Partito Europeo dei Liberali, Democratici e Riformatori.
Fra il 1998 e il 2002, Rehn ha collaborato con Erkki Liikanen, allora membro della Commissione Prodi; gli è succeduto, in un secondo momento, nel ruolo di commissario europeo per le Imprese e la Società dell'Informazione.
Nel 2002 Rehn ha abbandonato provvisoriamente la politica europea per fare ritorno all'Università di Helsinki, dove ha guidato il Centro di Studi Europei; successivamente, dal 2003 al 2004, è tornato sulla scena politica nazionale come consigliere economico dell'esecutivo finlandese.

### Commissione Europea
Rehn ha iniziato la sua carriera di commissario europeo il 12 luglio 2004, quando, nell'ambito della Commissione Prodi, è subentrato al compatriota Erkki Liikanen (nominato, lo stesso giorno, Governatore della Banca di Finlandia) in qualità di commissario europeo per le Imprese e la Società dell'Informazione.
Al momento dell'entrata in carica della Commissione Barroso, il 22 novembre 2004, l'esecutivo finlandese ha confermato la candidatura di Rehn, che ha ottenuto il portafoglio per l'Allargamento. In base a questa carica, Rehn è stato responsabile del perfezionamento dei trattati di adesione della Bulgaria e della Romania all'Unione europea (1º gennaio 2007) e della prosecuzione delle negoziazioni con la Croazia e la Turchia.
In quest'ultimo ambito Rehn si è dichiarato a favore dell'adesione turca all'Unione, proponendo, tuttavia, l'introduzione di restrizioni permanenti sul libero movimento dei lavoratori turchi «...nell'eventualità che, conseguentemente all'accesso della Turchia, si verifichino seri squilibri nel mercato del lavoro comunitario». Rehn ha inoltre evidenziato l'importanza dei diritti umani e delle libertà civili come condizioni irrinunciabili per l'adesione della Turchia all'UE.
È stato nuovamente candidato alla carica di commissario europeo dal governo finlandese e il 10 febbraio 2010, data di insediamento della seconda commissione Barroso, ha assunto l'incarico di commissario per gli affari economici e monetari. Creandosi la fama di "falco" nella gestione della crisi greca e nelle discussioni con i governi italiani.

## Crisi del debito in Europa (sostegno alle politiche di austerità)

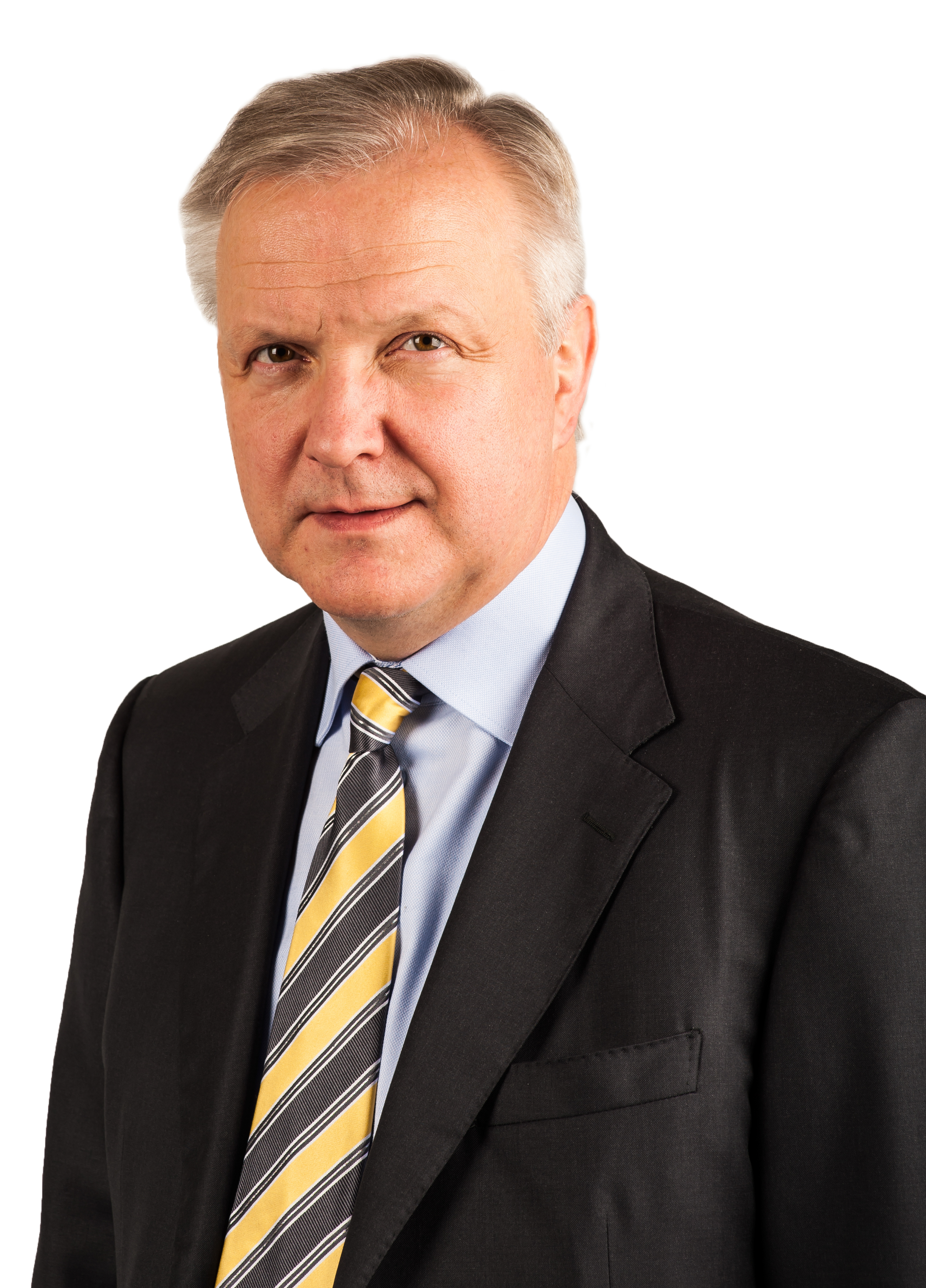
Olli Rehn

Alla fine di giugno 2011, Rehn ha parlato sulle misure di austerità prese in considerazione dal parlamento greco, dicendo: "L'unico modo per evitare il default immediato è che il Parlamento approvare le revisioni del programma economico [...] Il programma comprende sia la strategia di bilancio a medio termine sia il programma di privatizzazione. Devono essere approvati se volete che la prossima tranche di aiuti finanziari [un pagamento di 12 miliardi di euro di aiuti] sia rilasciata [...] a coloro che speculano su altre opzioni, lasciatemi dire chiaramente: non esiste un piano B per evitare il default."
Nel maggio 2012, in coincidenza con avvertimenti da Mario Draghi della BCE, Rehn disse che, anche se fossero mai stati approvati gli Eurobond, "questi non sarebbero sufficienti a salvare l'euro. I membri della moneta unica hanno bisogno di 'una cultura di stabilità genuina, e una più aggiornata capacità di contenere il contagio comune', se vogliono evitare la disintegrazione della zona euro e se vogliono che sopravviva". Rehn ha continuato a sostenere che l'unica via d'uscita dalla crisi è un continuo programma di austerità fiscale.
L'economista (premio Nobel) Paul Krugman ha mosso molte critiche nei confronti di questa posizione, dicendo all'inizio del 2013 che Olli Rehn e i dirigenti economici della Commissione europea si erano dimostrati inadeguati alla gestione della crisi, e che avevano disastrosamente sbagliato le loro previsioni. Egli ha osservato che "i leader europei sembrano determinati a non imparare nulla, il che rende questo più che una tragedia, un oltraggio".
Krugman sostiene che l'attenzione di Rehn sulla disciplina di bilancio è in realtà un pretesto per smantellare lo stato sociale e di ridimensionare il potere del governo, così come ha mosso critiche verso paesi, come la Francia, che hanno cercato di raggiungere la disciplina di bilancio attraverso l'aumento delle tasse. Nella metà del 2013, dopo la scoperta che il lavoro scientifico sul quale si basavano le politiche di austerità di FMI, CE e BCE e che dimostrava l'effetto positivo dell'austerità sulla crescita era frutto di un clamoroso e banale errore di calcolo, Rehn ha continuato ad affermare che la Commissione europea stava seguendo una politica pragmatica di bilanciamento politiche di austerità con pro-crescita politiche e che gran parte della critica era ingiusta.

## Vita privata
È sposato e ha un figlio. Oltre alla lingua finlandese, parla l'inglese, il francese, lo svedese e un po' di tedesco.